# Magdalena (departement)
Magdalena je kolumbijský departement, který se rozkládá v severní části země u pobřeží Karibského moře. Na severu tvoří jeho hranici Karibské moře, na severovýchodě hraničí s departementem La Guajira, od něhož ho dělí řeka Palomino. Na východě sousedí s departementem Cesar, přičemž část hranice tvoří řeka Ariguaní. Na západě ho hraniční řeka Magdalena, po níž získala své jméno, odděluje od departementů Atlántico na severozápadě a Bolívar na západě a jihozápadě. Hlavním městem provincie je Santa Marta. Magdalena byl i název jednoho z devíti federativních států Spojených států kolumbijských (1863-1886).
Východní část departementu je rovinnatá s množstvím bažin a mokřadů v blízkosti řeky Magdalena, na západě se nachází pohoří Sierra Nevada de Santa Marta.